# Eborna
Borna oder Eborna (ISO 639-3 ist bxx) ist eine direkt vom Aussterben bedrohte südbantoide Sprache, die im Kongo gesprochen wird.
Die südbantoide Sprache wird in der Provinz Bandundu von einer verschwindenden Zahl von Sprechern gesprochen und zählt zur Sprachfamilie der Niger-Kongo-Sprachen. Sie wird zunehmend durch die Sprache Französisch, das Amtssprache im Kongo ist, als eine Muttersprache verdrängt.
Sie hat gewisse Verwandtschaftsbeziehungen zur Sprache Boma, obwohl Boma eine Einzelsprache aus der Sprachgruppe der Bantusprachen ist.